# Popov (Štítná nad Vláří-Popov)
Popov je severní část obce Štítná nad Vláří-Popov v okrese Zlín. Nachází se v údolí řeky Vláry, zhruba 4 km západně od Brumova-Bylnice, 7,5 km jjz. od Valašských Klobouk a 27 km na jihovýchod od Zlína. Je zde evidováno 148 adres. Trvale zde žije 489 obyvatel.
Popov leží v katastrálním území Popov nad Vláří o rozloze 5,6 km2.

## Název
Původní jméno vesnice bylo Popóv keř (pop bylo ve staré češtině označení pro nižšího kněze či kněze obecně, existovalo však i jako osobní jméno (Pop)). Z mladšího Popův keř vzniklo německé Popukersch, které se v 19. století užívalo i v češtině (v podobě Popukeř či Popukéř). Dnešní podoba Popov se v úředních zápisech používá od 19. století a je to vlastně osamostatněná první část původního jména.

## Galerie

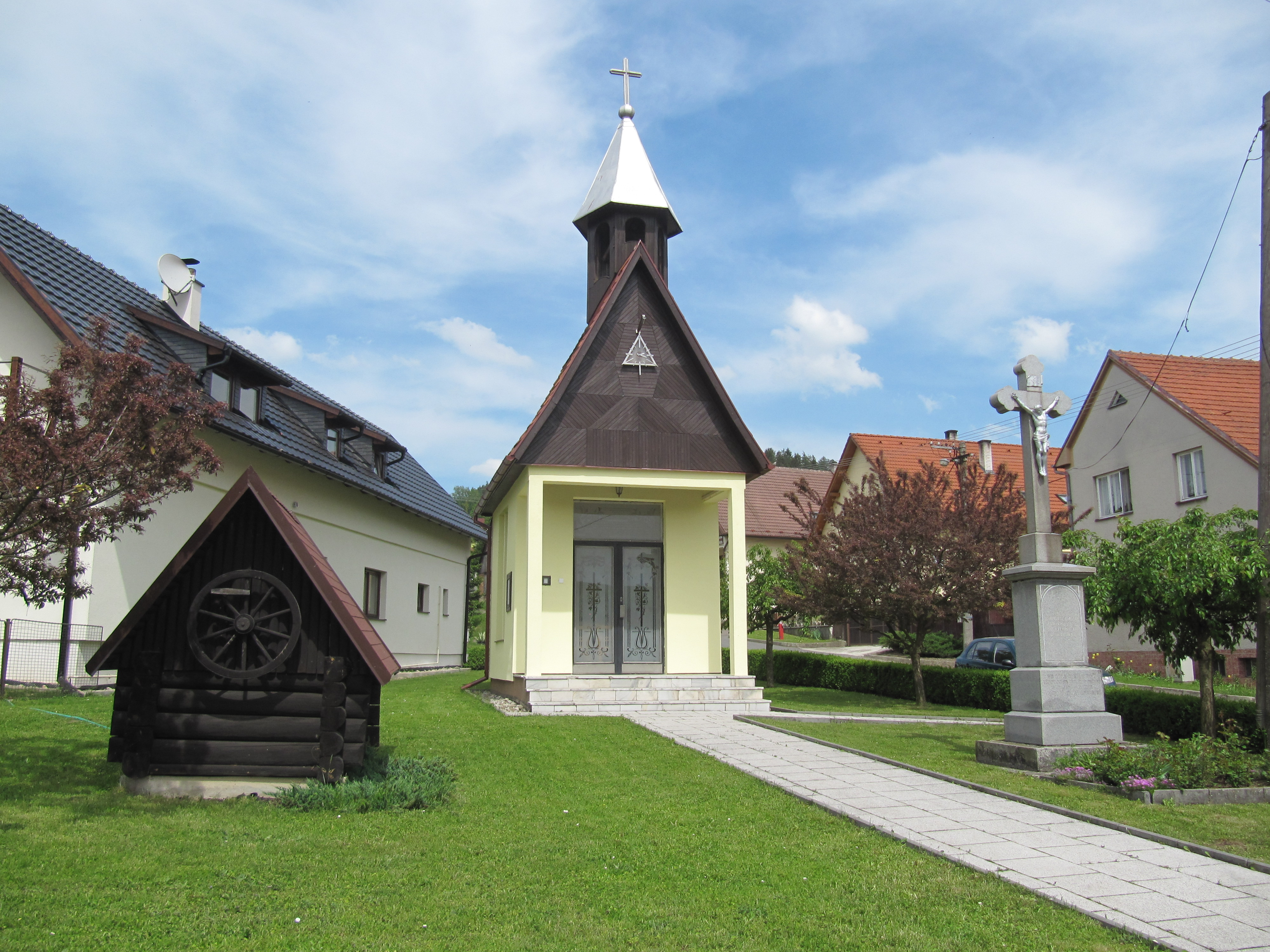
Kaple
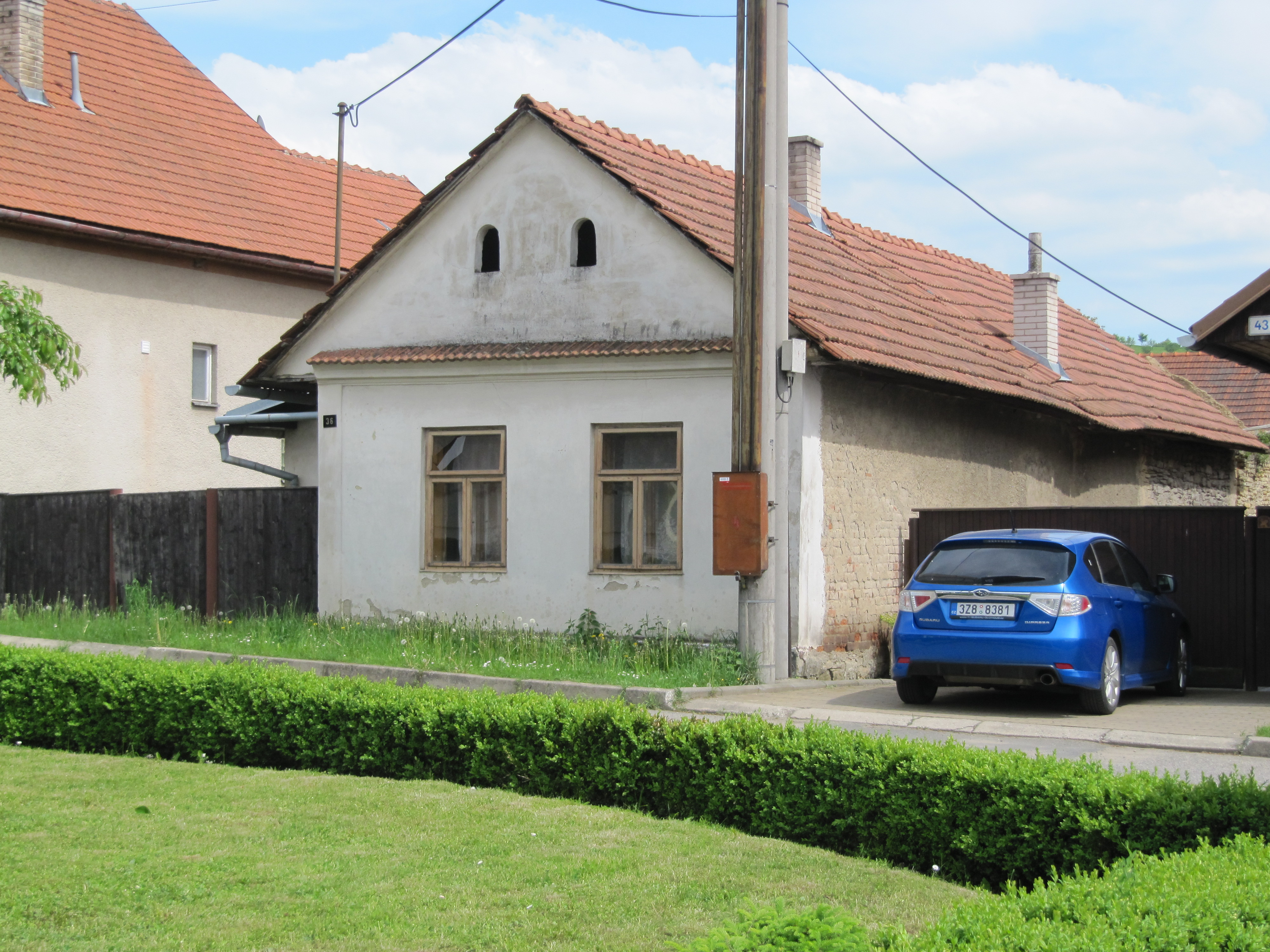
Dům č. p. 36
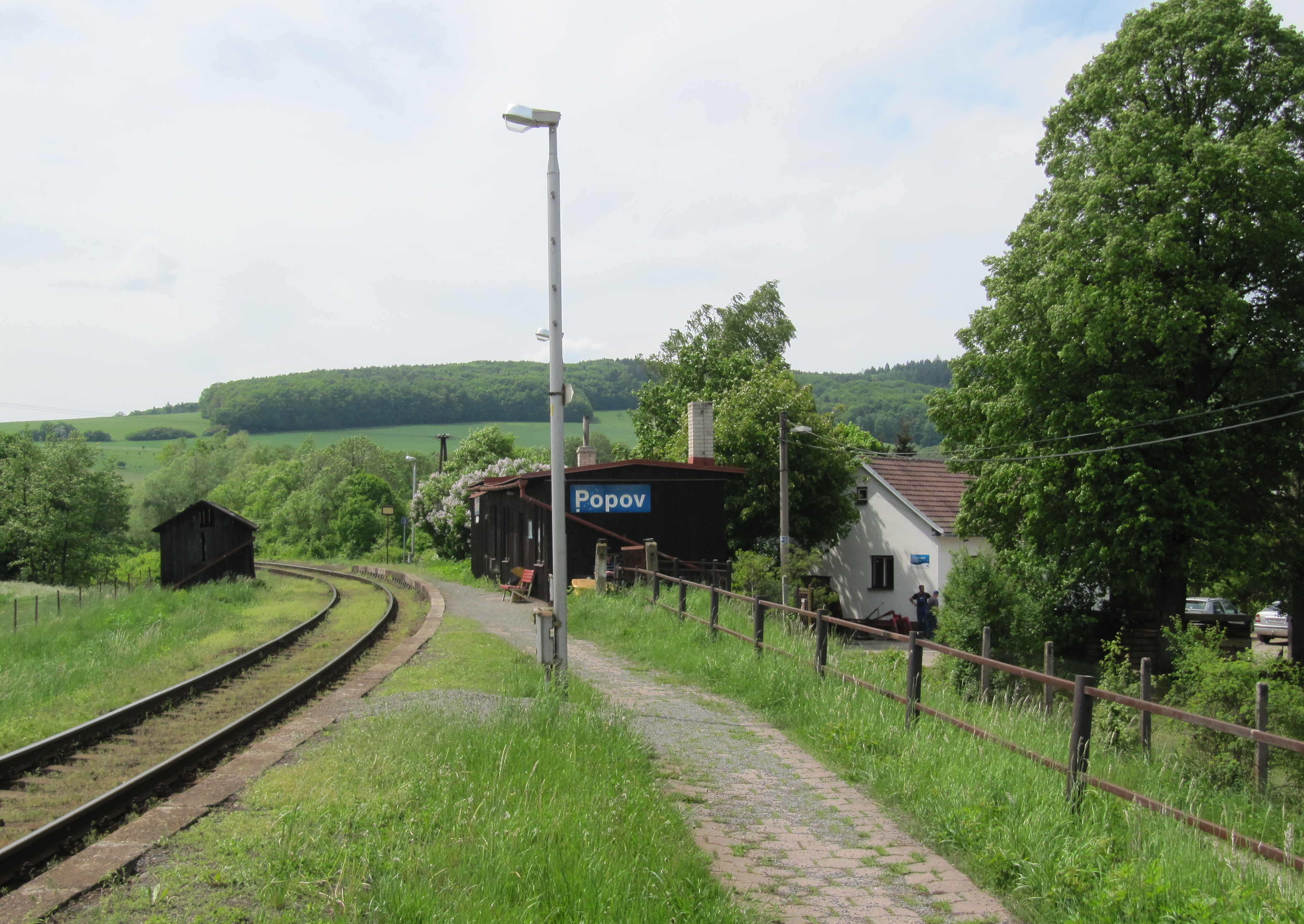
Železniční zastávka